# 서종대교
서종대교(西宗大橋)는 경기도 남양주시 화도읍에서 양평군 서종면을 잇는 총연장 980m의 북한강의 다리이다. 서울양양고속도로를 구성하는 고속도로 교량으로, 화도 나들목과 서종 나들목 사이에 위치하고 있다.

## 역사
- 2004년 3월 22일 : 서울양양고속도로의 강일 나들목 ~ 동홍천 나들목 구간을 착공하면서 동시에 착공하였다.
- 2009년 7월 15일 : 서울양양고속도로의 강일 나들목 ~ 춘천 분기점 구간이 완공되면서 동시에 개통하였다.

## 정보
- 운송수단 : 서울양양고속도로
- 교차지점 : 북한강
- 장소 : 남양주시, 양평군
- 시공 : 현대산업개발
- 준공 : 2009년